# World Trade Center (film)
World Trade Center is een Amerikaanse film uit 2006 die verhaalt over de aanslagen van 11 september 2001 in New York.
Veel opnamen werden gemaakt op de locatie Playa Vista in Californië. De film bracht in de Amerikaanse bioscopen 70 miljoen dollar op en wereldwijd circa 162 miljoen dollar.

## Verhaal
De dag 11 september begint als een normale dag, als politieagent William Jimeno zijn ronde doet in het plaatselijke winkelcentrum. Dan krijgt hij een melding om zich te melden bij zijn hoofdkwartier. Daar wordt aan alle diensthebbende officieren meegedeeld dat er een passagiersvliegtuig het World Trade Center is ingevlogen en ze zich allemaal naar de plaats van de gebeurtenis moeten begeven om de mensen om en in het gebouw in veiligheid te brengen. Voor de toren aangekomen krijgen de mannen te horen dat ook de tweede toren is doorboord door een vliegtuig. Dan komt leidinggevende John McLoughlin zijn orders geven, en vraagt een aantal van zijn mannen om met hem het gebouw te betreden om nog mensen uit de diverse verdiepingen te halen. Eenmaal in het gebouw proberen John en zijn mannen een doorgang te vinden naar de bovenverdiepingen. Opeens verschijnt er een enorme stofwolk buiten om het gebouw en bemerken de mannen dat het gebouw op instorten staat.
Wanneer William Jimeno bijkomt, merkt hij dat hij vastzit tussen betonblokken. Als hij om hulp roept, hoort hij de stem van John McLoughlin die eveneens vastzit. Voor de mannen verstrijken de uren en is het wachten op hulp.

## Rolverdeling
- Nicolas Cage: John McLoughlin
- Maria Bello: Donna McLoughlin
- Michael Peña: William Jimeno
- Jay Hernandez: Dominick Pezzulo
- Maggie Gyllenhaal: Allison Jimeno
- William Mapother: Sergeant Thomas

## Trivia
- De echte John McLoughlin en Will Jimeno verschijnen aan het einde van de film bij een barbecue.

## Prijzen
- Beste film - Online film fan Awards (2006)
- Beste Regisseur - Online film fan Awards